# Пилиповка (Луганская область)
Пилиповка (укр. Пилипівка) — село, относится к Сватовскому району Луганской области Украины.
Население по переписи 2001 года составляло 28 человек. Почтовый индекс — 92614. Телефонный код — 6471. Занимает площадь 0,905 км². Код КОАТУУ — 4424084503.

## Местный совет
92614, Луганська обл., Сватівський р-н, с. Оборотнівка, вул. Радянська, 37  (укр.)